# Mary Pinchot Meyer
Mary Pinchot Meyer Eno (14 de octubre de 1920 - 12 de octubre de 1964) fue una pintora estadounidense, mujer del oficial de la CIA Cord Meyer. Fue amiga íntima del presidente de los Estados Unidos, John F. Kennedy. El 12 de octubre de 1964, dos días antes de su cuadragésimo cuarto cumpleaños, fue asesinada en el barrio de Georgetown de Washington D. C.
En 1998 Nina Burleigh dijo en su biografía:

Mary Meyer era una enigmática mujer en la vida y la muerte de su verdadera personalidad se esconde fuera de su vista.

## Primeros años
Mary Pinchot fue hija de Amos Pinchot, un abogado rico, figura clave en el Partido Progresista, que había ayudado a financiar la revista socialista The Masses. Su madre, Ruth, era la segunda esposa de Pinchot, una periodista que trabajaba para revistas como The Nation y The New Republic. Mary Pinchot era sobrina de Gifford Pinchot, un conocido conservacionista y dos veces Gobernador de Pensilvania. Mary se crio en la casa de la familia Grey Towers en Milford, Pensilvania, donde de niña conoció a muchos intelectuales de izquierdas, como Mabel Dodge, Louis Brandeis, Robert M. La Follette, Harold L. Ickes, etc. Ella asistió a la escuela Brearley y después a la universidad Vassar, donde empezó a interesarse por el comunismo. 
Salió con William Attwood en 1938 y al mismo tiempo acudió con él a un baile celebrado en Choate Rosemary Hall, donde conoció a John F. Kennedy.
Poco después acabó la universidad y se convirtió en periodista, escribiendo para United Press y la revista Mademoiselle. Como pacifista y miembro del Partido Laborista ella fue objeto de escrutinio de la Oficina Federal de Investigaciones.

## Matrimonio
Mary Pinchot conoció a Cord Meyer en 1944, cuando él era teniente del Cuerpo de Marines de EE. UU. donde había perdido su ojo izquierdo a causa de heridas de metralla recibidas en combate. Los dos tenían puntos de vista pacifistas, y similares creencias en el gobierno del mundo. Se casaron el 19 de abril de 1945. Esa primavera, ambos asistieron a la Conferencia de las Naciones Unidas sobre Organización Internacional en San Francisco, (durante la cual la ONU fue fundada), Cord Meyer como ayudante de Harold Stassen y Pinchot como reportera para un servicio de distribución de periódicos. Luego Mary Pichot trabajó por un tiempo como editora de Atlantic Monthly. Su hijo mayor, Quentin Pinchot, nació a finales de 1945, seguido por Michael Pinchot en 1947; después de nacer él, Mary se convirtió en ama de casa, aunque asistió a clases en la Liga de estudiantes de Arte de Nueva York
Cord Meyer fue nombrado presidente de los Federalistas del Mundo Unido en mayo de 1947 y sus miembros se duplicaron. Mary Meyer escribió para la revista de la organización. En 1950, su tercer hijo, Marcos, nació y ellos se mudaron a Cambridge, Massachusetts. Como miembros del Partido Comunista EE. UU., ellos se infiltraron en las organizaciones internacionales que él había fundado. No se sabe cuándo Cord Meyer comenzó a trabajar secretamente para la CIA, pero en 1951 se acercó a Allen Dulles. Cord Meyer, se convirtió en un empleado de la CIA y pronto se convirtió en un "operativo principal" en la operación Mockingbird, una operación encubierta destinada a influir en EE. UU. medios impresos y radiales hacia la línea de la CIA.